# Domicio Ulpiano

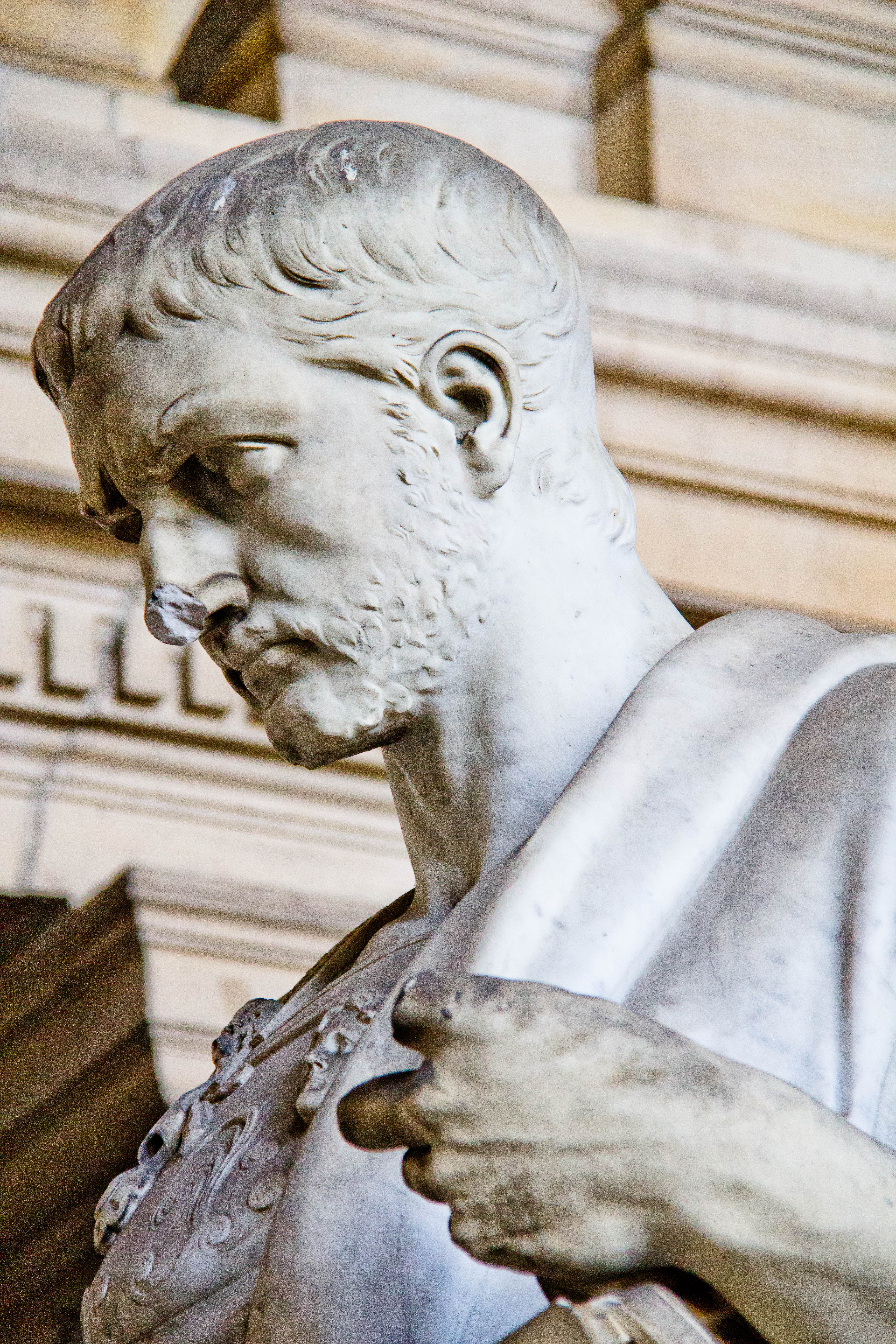
Estatua de Ulpiano. Palacio de Justicia (Bruselas).

Cneo o Gneo Domicio Annio Ulpiano (en latín: Gnaeus Domitius Annius Ulpianus; ¿Tiro?, ¿170?-Roma, 228) fue un jurista romano de origen fenicio, magister libellorum. Fue tutor, consejero y prefecto del pretorio del emperador Alejandro Severo. A él se debe la conocida definición de la justicia como la continua y perpetua voluntad de dar a cada uno lo que le corresponde. 

## Antecedentes históricos
Se desconoce la fecha exacta de su nacimiento. Se la suele situar en torno al año 170, en Fenicia. Era miembro de una de las familias caballeros romanos más importantes de la provincia romana de Siria. Desarrolló su actividad literaria entre los años 211 y 222, particularmente durante el gobierno del emperador Caracalla (r. 211-217).
Su carrera pública fue paralela a la de su rival Paulo. Fue asesor de su maestro Papiniano, cuando este desempeñó la prefectura del pretorio y, además, él mismo ejerció como prefecto del pretorio de Alejandro Severo hasta el año 228.
Tras el asesinato de Papiniano, en 212 y la persecución contra los simpatizantes de Geta, decidió retirarse a la vida privada. En esa época redactó la mayor parte de sus obras jurídicas. Se dedicó especialmente a componer comentarios dogmáticos complejos, así como monografías destinadas a la divulgación.
Durante el gobierno de Heliogábalo fue exiliado de Roma, de acuerdo a la Historia Augusta, solo por ser un buen hombre, un bonus vir. En el año 222, al ser elegido Alejandro Severo como emperador, pudo regresar y fue llamado a participar en el gobierno, como asesor y luego como prefecto del pretorio.
Su programa, que buscaba reducir los privilegios concedidos por Heliógabalo a la Guardia Pretoriana, con el fin de aumentar el control sobre el elemento militar, provocó la enemistad con esta y un intento de asesinato. Finalmente, fue asesinado por los Pretorianos en el palacio frente al Emperador, en el curso de una revuelta entre los soldados y la multitud, probablemente en 228. Uno de sus discípulos, Herenio Modestino, se convirtió en el jurista más destacado de la siguiente generación.

## Obras
Entre sus obras destacan los comentarios ad Sabinum (sobre ius civile) en 51 libros, ad Edictum (sobre el edicto del pretor) en 81 libros (más 2 libros ad edictum aedilium curulium como apéndice).
Asimismo escribió diversos textos sobre las atribuciones de magistrados y funcionarios imperiales, entre otros, 19 libros de officio proconsulis, 3 libros de officio consulis y varios textos en un único libro (libri singulares) sobre el oficio del quaestor, del praefectus urbis y del praefectus vigilum. Además, redactó 2 libros de Responsa (comentarios sobre casos reales), 10 de Disputationes, 7 de Regulae (sobre reglas) y unas Institutiones en 2 libros.
De sus obras se conservan solo algunos pasajes incluidos en el Digesto y en ciertas colecciones privadas y oficiales, entre otros: los Fragmenta iuris Romani Vaticana conservado en un códice del siglo IV de la Biblioteca Vaticana, descubierto en 1820 por el Cardenal Angelo Mai; un papiro de la Biblioteca de Viena descubierto por Endlicher en 1835, con fragmentos del primer libro de las Institutiones; y un pergamino de la Biblioteca de Estrasburgo, con pasajes de la Disputationes.
Sus obras fueron poco originales pero profundas, teniendo gran éxito entre los juristas contemporáneos a él y posteriores. En ella citaba a muchos de los juristas precedentes y copió literalmente leyes y senadoconsultos, simplemente realizó una tarea compiladora.

### Los «Preceptos fundamentales» o «Las tres máximas» de Ulpiano
«Los preceptos del derecho son: vivir honestamente, no dañar a nadie y dar a cada uno lo que es suyo» (Iuris praecepta sunt haec: honeste vivere, alterum non laedere, suum cuique tribuere, D.1.1.10.1).

1. Vivir honestamente. Estos preceptos, de contenido moral, no dejan por ello de ser también jurídicos. El Ius sirve para garantizar la pública honestidad y las buenas costumbres y quien las viole, será pasible de la sanción jurídica por ser su proceder contrario al honeste vivere.
2. No dañar a nadie. Quien se abstiene de la conducta prohibida por las leyes obedece al precepto de no hacer daño a nadie, siendo justo. La alteración del justo equilibrio que lesiona los afectos, la persona y sus bienes, es decir, importa una lesión en sus derechos, obliga al restablecimiento del orden agredido.
3. Dar a cada quien lo suyo (suum cuique tribuere). Quien hace lo que las leyes mandan cumple con dar a cada uno lo suyo. Cumplir los contratos, guardar los pactos, reconocer los derechos de los demás están ínsitos en el dar lo suyo a cada cual. Entre otros conceptos de importancia tenemos《iustitia e iurisprudentia》. Este precepto contiene la idea de justicia común a Ulpiano, Aristóteles, Platón y a santo Tomás de Aquino.[3]

## Importancia
Aunque no poseyó el talento y la originalidad de Papiniano, en su labor se dedicó a lograr la más completa y minuciosa recopilación del derecho vigente en su época, al igual que Paulo. De sus escritos se ha dicho que, si bien eran monótonos por seguir sus fuentes al pie de la letra, ya que Ulpiano escasamente expresaba sus propias opiniones, tenían un estilo claro y sencillo, lo que le permitió convertirse en los siglos posteriores en el más popular de los juristas.
Fue incluido, junto a Gayo, Paulo,  Modestino y Papiniano, en la ley de citas de 426, que regulaba la recitatio de las obras de los juristas ante los tribunales, es decir, qué juristas podían ser invocados y los criterios para la decisión del juez ante opiniones diversas de éstos.
Aunque en 321 Constantino I prohibió que se usaran fragmentos de Ulpiano para hacer alegaciones en los juicios, pues consideraba que se descontextualizaba el pensamiento del autor, un siglo después, Valentiniano III realizó una ley de citaciones, en 426, en la que se levantó la prohibición. Pese a ello se decretó que en caso de que hubiera contradicciones entre los juristas, siempre predominará la opinión de Papiniano.
Su actividad expositiva del derecho le permitió obtener el mayor premio para un jurista romano: ser el más utilizado en la compilación de Justiniano, en la que una tercera parte proviene de sus obras, convirtiéndolo en uno de los principales informantes del derecho romano.